# Gasteracantha notata
Gasteracantha notata là một loài nhện trong họ Araneidae.
Loài này thuộc chi Gasteracantha. Gasteracantha notata được Wladislaus Kulczynski miêu tả năm 1910.